# (6802) Černovice
(6802) Černovice est un astéroïde de la ceinture principale.

## Description
(6802) Cernovice est un astéroïde de la ceinture principale. Il fut découvert le 24 octobre 1995 à l'Observatoire Kleť par Miloš Tichý. Il présente une orbite caractérisée par un demi-grand axe de 3,05 UA, une excentricité de 0,25 et une inclinaison de 2,1° par rapport à l'écliptique.

## Compléments